# Ihor Červyns'kyj
Ihor Volodymyrovyč Červyns'kyj (in ucraino Ігор Володимирович Червинський?; Charkiv, 16 dicembre 1981) è un nuotatore ucraino.

## Carriera
Ha rappresentato l'Ucraina in quattro edizioni delle Olimpiadi (2000, 2004, 2008, 2012). In carriera ha vinto diversi titoli in vasca corta e in quella lunga, principalmente nei 1500m stile libero, prima di dedicarsi a pieno regime al nuoto in acque libere.

## Palmarès
- Mondiali

Barcellona 2003: argento nei 1500m stile libero e bronzo negli 800m stile libero.
- Mondiali in vasca corta

Atene 2000: argento nei 1500m stile libero.
- Europei

Helsinki 2000: oro nei 1500m stile libero.
Berlino 2002: bronzo nei 1500m stile libero.
Madrid 2004: argento nei 1500m stile libero.
- Europei in vasca corta

Lisbona 1999: oro nei 1500m stile libero.
Valencia 2000: bronzo nei 1500m stile libero.
- Universiadi

Dageu 2003: argento negli 800m e 1500m stile libero.
Smirne 2005: bronzo nei 1500m stile libero.